# Kenneth Haigh
Kenneth Haigh (* 25. März 1931 in Mexborough, Vereinigtes Königreich; † 4. Februar 2018 in London) war ein britischer Schauspieler bei Bühne, Film und Fernsehen.

## Leben und Wirken

### Ausbildung, Karrierestart und Durchbruch
Haigh besuchte in London die Gunnersbury Grammar School und erhielt als junger Erwachsener zu Beginn der 1950er Jahre seine künstlerische Ausbildung an der Central School of Speech and Drama in London. Gleich darauf begann er mit der Theaterarbeit; Haigh ging 1952 mit Anew McMasters Repertoirebühne und Shakespeares Othello (wo er als Nachfolger Harold Pinters den Cassio verkörperte) auf Irland-Tournee. 1954 kam die Arbeit vor der Kamera (Fernsehen wie Kinofilm) hinzu. Haigh wurde schlagartig als einer der „jungen Wilden“ des britischen Theaters berühmt, als er 1956 am Royal Court Theatre den Jimmy Porter, einen „typischen“ Vertreter der Arbeiterklasse, in der Weltpremiere von John Osbornes Bühnendrama Blick zurück im Zorn verkörperte. Kritiker Kenneth Tynan lobte damals expressis verbis die „bravouröse Performance“ Haighs an der Seite seiner blutjungen Kollegin Mary Ure. Auch in der Broadway-Aufführung zwei Jahre darauf spielte Haigh den Jimmy. Da Haighs Name außerhalb Großbritanniens jedoch kaum Zugkraft besaß, verpflichtete man 1958 seinen ungleich berühmteren walisischen Kollegen Richard Burton für die Hauptrolle des Porters in der gleichnamigen Verfilmung von Tony Richardson.

### Erfolge bei Film und Fernsehen
Haigh spielte seit dieser Zeit diesseits und jenseits des Atlantiks harte Typen aller Arten in einer Fülle von Fernsehproduktionen, darunter als Gast in Serien und Reihen wie Alfred Hitchcock präsentiert, Playhouse 90, Geheimauftrag für John Drake und Unglaubliche Geschichten. Er wirkte aber mit tragenden Nebenrollen auch immer mal wieder in zum Teil ambitionierten Kinofilmproduktion (wie beispielsweise Otto Premingers Die heilige Johanna) mit; an der Seite von seinem einstigen Rivalen Burton, der ihm einst die Porter-Rolle vor der Nase wegschnappte, sah man Haigh 1963 in dem amerikanischen Monumentalfilm Cleopatra als Cäsar-Mörder Brutus. 1971 ließ man ausgerechnet Haigh einen Charakter namens Richard F. Burton, einen Afrikaforscher des 19. Jahrhunderts, in der Serie Auf der Suche nach den Quellen des Nils spielen. Im Jahr darauf kehrte Haigh zu seinen schauspielerischen Anfängen zurück und verkörperte erneut einen ungestümen Vertreter des Proletariats in Man at the Top. Hier verkörperte Kenneth Haigh den Joe Lampton, einen Typen, der mit aller Macht den sozialen Aufstieg im frühen Nachkriegsengland anstrebt. Dieser Geschichte lag John Braines Roman Room at the Top zugrunde. Zum Ende der Serie (1972) spielte Haigh den Lampton auch in einer Man of the Top-Kinoverfilmung.

### Tod
2003 verschluckte Haigh sich in einem Restaurant im Londoner Stadtteil Soho an einem Knochen und wurde in ein Krankenhaus eingeliefert. Infolge Sauerstoffmangels wurde sein Gehirn derart geschädigt, dass er zum Pflegefall wurde. Er starb 2018.

## Filmografie
- 1954: The Coiners
- 1954: Companions in Crime
- 1955: Madeleine
- 1955: The Dance Dress
- 1956: Dürfen Mädchen mit 16 schon lieben? (My Teenage Daughter)
- 1956: Die heilige Johanna (Saint Joan)
- 1957: Kameraden der Luft (High Flight)
- 1959: Ten Little Indians
- 1960: Geheimauftrag für John Drake (Danger Man) (Fernsehserie, 1 Folge)
- 1962: Captain Brassbound’s Conversion
- 1963: Cleopatra
- 1964: Yeah! Yeah! Yeah! (A Hard Day’s Night)
- 1964: Dünkirchen, 2. Juni 1940 (Week-end à Zuydcoote)
- 1966: The Last Invasion
- 1966: Anruf für einen Toten (The Deadly Affair)
- 1967: Der schnellste Weg zum Jenseits (A Lovely Way to Die)
- 1970: Ein gewisser General Bonaparte (Eagle in a Cage)
- 1972: Man at the Top
- 1975: Moll Flanders
- 1975: Robin und Marian (Robin and Marian)
- 1976: The Hunchback of Notre Dame
- 1977: Hazlitt in Love
- 1979: Lady Diamond (The Bitch)
- 1981: Troilus & Cressida
- 1984: Nachtzug ins Grauen (Night Train to Murder, Fernsehfilm)
- 1984: Wildgänse 2 (Wild Geese II)
- 1986: A State of Emergency
- 1990: Lorna Doone
- 1991: Agatha Christie’s Poirot (Fernsehserie, 1 Folge)
- 1991: Inspektor Morse, Mordkommission Oxford (Inspector Morse,  Fernsehserie, 1 Folge)
- 1992: Federball (Shuttlecock)
- 1996: The Ring
- 2003: Mr. Blue (Kurzfilm)